# Oncocnemis barbara
Oncocnemis barbara är en fjärilsart som beskrevs av Barnes och Mcdunnough 1915. Oncocnemis barbara ingår i släktet Oncocnemis och familjen nattflyn. Inga underarter finns listade i Catalogue of Life.